# Фаворський Василь Іванович
Фаворський Василь Іванович (18(30)березня 1880—1935, Київ) — український криміналіст, професор з 1934.
Навчався в Київському університеті (фізико-математичний факультет, природознавче відділення)

- 1903 — був залишений на кафедрі ботаніки для підготовки до професорського звання.
- Від 1911 — приват-доцент Київського ун-ту, читав курси лекцій з ботаніки, загальної біології, а згодом і «наукової фотографії».